# Palazzo Barolo

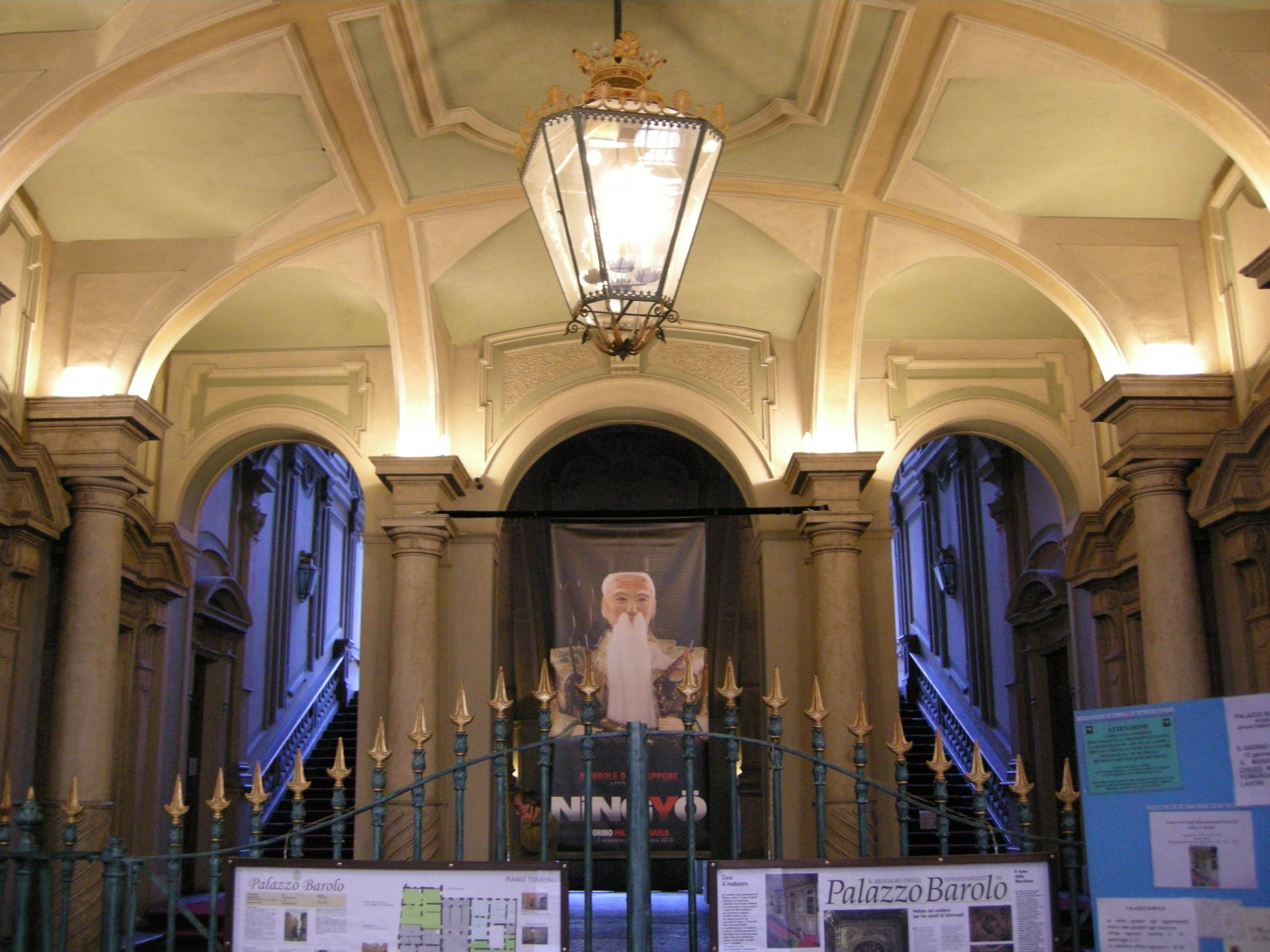
Ingresso di Palazzo Barolo

Palazzo Barolo (o anche palazzo Falletti di Barolo) è una dimora patrizia di Torino. È sede dell'Opera Barolo che, secondo il testamento della Marchesa Giulia, ha il compito di continuare le attività di promozione umana e servizio sociale che Giulia e il marito Tancredi avevano avviato.

## La storia
L'edificio, che sorge in via delle Orfane, fu costruito alla fine del Seicento da Gian Francesco Baroncelli come ristrutturazione della casa qui già posseduta dal conte Ottavio Provana di Druento, « primo scudiero » e « gran guardarobiere » di Vittorio Amedeo II di Savoia.
Nel palazzo abitarono l'unica figlia del conte Ottavio, Elena Matilde, con il marito, marchese Gabriele Falletti di Barolo il quale, con i tre figli nati nel matrimonio, lasciò il palazzo e la moglie quando il suocero non assegnò alla figlia la ricca dote già promessa al momento del matrimonio.
Conseguentemente Elena Matilde, a soli 26 anni, si suicidò gettandosi dalla finestra della sua camera.
Nel 1727 passò in eredità a Ottavio Giuseppe, primogenito di Elena e Gabriele Falletti di Barolo, che intorno alla metà del Settecento ne affidò la modifica a Benedetto Alfieri per adeguarlo al gusto rococò. Il palazzo fu la residenza della famiglia Falletti fino ai coniugi Tancredi (morto nel 1838) e Giulia di Barolo (morta nel 1864), con i quali si estinse la casata. Essi lasciarono il palazzo alla fondazione Opera Pia Barolo.

## Gli appartamenti
Nel 1906 il lato sud del palazzo venne abbattuto per allargare e rettificare l'attuale via Corte d'Appello: nella pavimentazione stradale s'individua ancora la traccia del perimetro originario dell'edificio. A seguito delle demolizioni, fu costruita una terrazza al posto di un preesistente cortile e fu ricostruita la Camera verde, che contiene un affresco di Luigi Morgari rappresentante Le nozze di Peleo e Teti.
Ospite dei marchesi Falletti dopo la pubblicazione de Le mie prigioni, soggiornò per molti anni nel palazzo lo scrittore Silvio Pellico, la cui camera fa parte del percorso di visita del museo di Palazzo. Pellico aiutò Giulia di Barolo nelle sue opere di carità, anche insegnando nelle scuole fondate dalla marchesa.
Lo scalone occupa lo spazio centrale del fabbricato al posto della tradizionale collocazione a lato come nei tipici palazzi nobiliari seicenteschi. Gli allestimenti decorativi del piano terra e di alcune sale del piano nobile risalgono alla fine del Seicento; gli stucchi sono di Pietro Somasso, le tele di Francesco Trevisani e gli affreschi dei Legnani.